# Slavina (gmina Postojna)
Slavina – wieś w Słowenii, w gminie Postojna. W 2018 roku liczyła 224 mieszkańców.